# A Szovjetunió irodalma
A szovjet irodalom elnevezés elsősorban a Szovjetunió orosz irodalmát jelenti, bár a kisebb nemzetek irodalma sem elhanyagolható. Az orosz-szovjet irodalom a XIX. századi hagyományok továbbfejlesztése a szocialista realizmus szellemében. A 20-as években a költészeté volt a főszerep, ekkor még általában megtűrt volt a szimbolizmus (A. A. Blok) és az avantgárd, elsősorban a futurizmus. V. J. Brjuszov szimbolista módon, gazdag mitológiai hasonlatokkal énekelte meg a forradalom eseményeit. A korszak legnagyobb hatású költője Majakovszkij volt. Ő már a szocializmus építését szorgalmazta, párhuzamosan Lenin festészeti propagandájával. Azonban 1930-ban a politikai viszonyok miatt önkezével vetett véget életének.
A szovjet államokban a költészet népi hagyományokra épült, felélesztették az ősi regölést. Képviselők: a grúz G. V. Tabidze, a kazah Dzsambul Dzsabajev, a dagesztáni Sz. Sztalkij.
1925-ben adták ki A párt irodalompolitikájáról szóló határozatot, melyben a proletárírókra bízott feladatokat jelölték ki: a nép kommunista szellemben való nevelését, a párt hegemóniájának megszerzését. Ugyanakkor a párt nem foglalt álláspontot bizonyos stílusok vagy módszerek mellett. Több ezer tagot számláló proletár írószervezetek alakultak, de mellettük jelentősek voltak a futuristák (csoportjuk neve Lef, azaz Balfront), az imaginisták, a konstruktivisták és a politikamentességet hirdető Szerapion-testvérek nevű társaság is.
Fokozatosan kerültek előtérbe a prózai műfajok. A legnépszerűbb ábrázolásmód ekkor még az expresszionizmus volt. Gyorsan száguldó cselekmény és riportszerűség jellemezte a műveket. A korszak írói: Vszevolod Ivanov, A. Szerafimovics, Mihail Alekszandrovics Solohov. Felvirágzott a szatíra is, legjelesebb képviselői az Ilf-Petrov szerzőpáros és Mihail Bulgakov.
Az új prózai törekvések és az újabb generációk pártfogója Makszim Gorkij volt. Gorkij már az első világháború előtt is elismert író volt. A forradalom után egy ideig hallgatni kényszerült, mert nem értett egyet a változás erőszakosságával. 1931-ben költözött végleg haza Capri szigetéről. Munkássága ettől kezdve a szocializmus építése körül forgott. Gorkijra hallgatva költözött vissza Alekszej Nyikolajevics Tolsztoj is.
A 30-as években a líra az elmaradt falut is fölfedezte, jellemző műfaj a szocialista tartalmú népi életkép. Átalakult az irodalom Sztálin diktatúrájának megfelelően. A szovjet államokban még mindig a népiesség volt meghatározó, az iparosított területeken azonban a fő témát a megváltozott életmód, az értelmiség helyzete jelentette. Ezzel a témával foglalkoztak Bulgakov és B. Lavrenyov drámái.
A főszerep azonban már a prózáé volt. Megvalósult a szocialista realizmus is. Olyan művek születtek, mint Solohov Csendes Don c. többkötetes műve, Alekszej Tolsztoj befejezetlenül maradt I. Péter c. regénye és nem utolsósorban Bulgakovnak A Mester és Margarita című műve, amit azonban csak az író halála után 25 évvel adtak ki.
A második világháborúban az írók döntő többsége harcolt a frontokon, ez a szovjet irodalom fejlődésében új fejezetet nyitott. Egy-egy mű milliók érzéseit szólaltatta meg, pl. Szimonov Várj reám című verse, mely hatalmas népszerűségnek örvendett. Dicsőítették a partizánokat, emléket állítottak a leningrádi harcoknak. Mutatkozni kezdtek azonban a személyi kultusz hatásai is, ezért többen inkább a történeti regény felé fordultak, önéletrajzi formában ábrázolták a forradalom eseményeit (Fagyejev: Az ifjú gárda). A sztálinizmus visszásságai ellen emelte fel hangját Alekszandr Szolzsenyicin, őt azonban előbb munkatáborba zárták, majd kiutasították az országból. A Nobel-díjat sem vehette át. Az ő munkásságának köszönhetően azonban a nyugati országok is tudomást szereztek, mi történik valójában a Szovjetunióban.
Mikor Hruscsov felszámolta a sztálinizmus bizonyos visszásságait, merész téma volt az erkölcsiség kérdéseinek felvetése. Felháborodást, vitákat váltottak ki Szolzsenyicin: Iván Gyenyiszovics egy napja, Ehrenburg: Olvadás, Dugyincev: Nem csak kenyéren él az ember című könyvei.
Az új nemzedékek líráját és prózáját a második világháború negatív élménye határozta meg. Jelentősek Rozov drámái, Bella Ahmadulina, Jevgenyij Jevtusenko, Vinokurov és Andrej Voznyeszenszkij lírája, Csingiz Ajtmatov, Antonov és Kazakov prózája.